# Gerichtsbezirk Hollabrunn

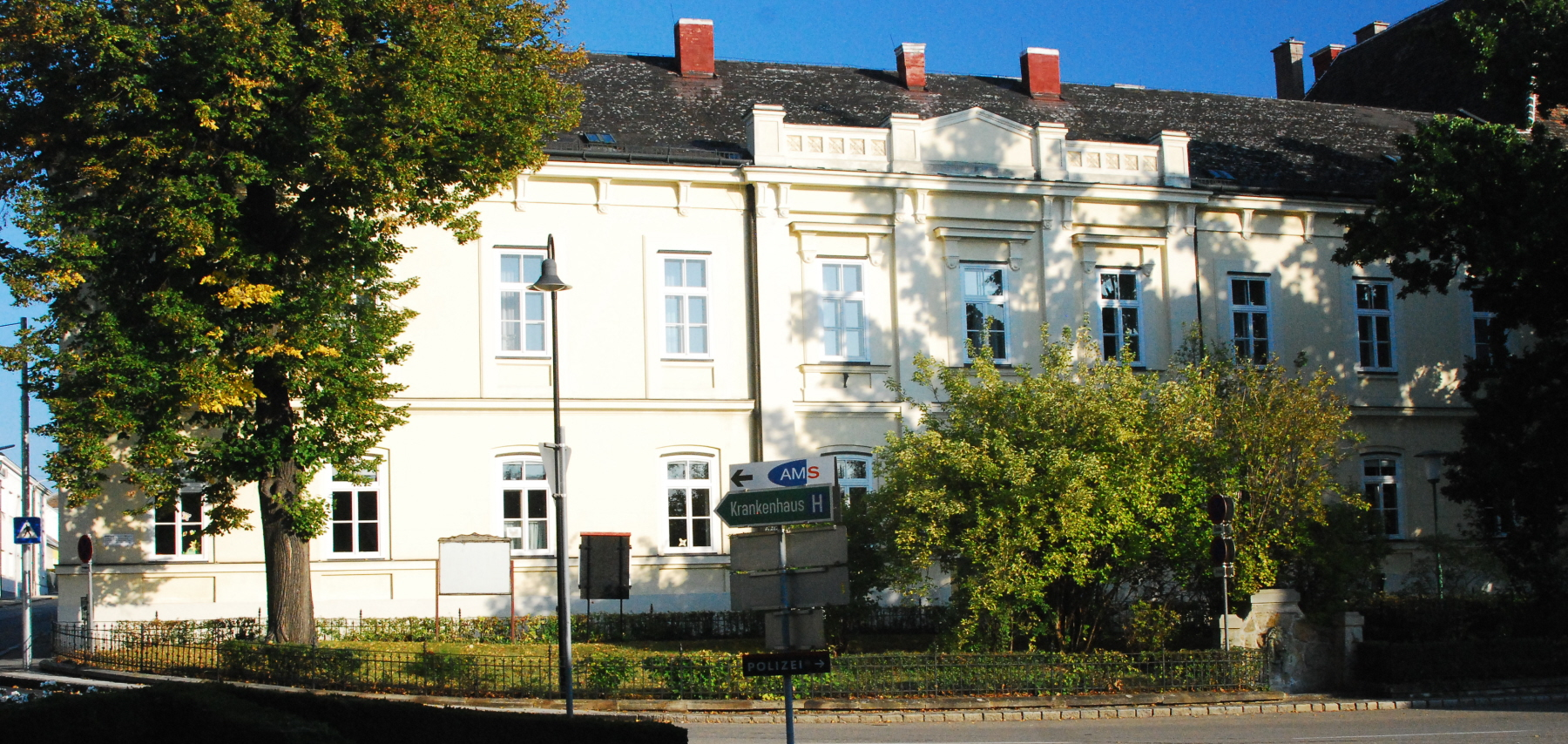
Bezirksgericht Hollabrunn

Der Gerichtsbezirk Hollabrunn ist einer von 24 Gerichtsbezirken in Niederösterreich und deckungsgleich mit dem gleichnamigen politischen Bezirk Hollabrunn. Der übergeordnete Gerichtshof ist das Landesgericht Korneuburg.

## Gemeinden
Einwohner: Stand 1. Jänner 2024

### Städte
- Hardegg (1283)
- Hollabrunn (12.379)
- Maissau (1958)
- Pulkau (1476)
- Retz (4253)
- Schrattenthal (888)

### Marktgemeinden
- Göllersdorf (3212)
- Grabern (1731)
- Guntersdorf (1173)
- Hadres (1741)
- Haugsdorf (1592)
- Hohenwarth-Mühlbach am Manhartsberg (1339)
- Mailberg (550)
- Nappersdorf-Kammersdorf (1198)
- Pernersdorf (1061)
- Ravelsbach (1654)
- Seefeld-Kadolz (937)
- Sitzendorf an der Schmida (2203)
- Wullersdorf (2423)
- Zellerndorf (2408)
- Ziersdorf (3373)

### Gemeinden
- Alberndorf im Pulkautal (710)
- Heldenberg (1486)
- Retzbach (998)

## Geschichte
1992 wurden die Gerichtsbezirke Haugsdorf (Gemeinden Alberndorf im Pulkautal, Hadres, Haugsdorf, Mailberg, Pernersdorf und Seefeld-Kadolz) und Ravelsbach (Gemeinden Heldenberg, Hohenwarth-Mühlbach am Manhartsberg, Maissau, Ravelsbach und Ziersdorf) aufgelöst und dem Gerichtsbezirk Hollabrunn zugeschlagen.
Am 1. Juli 2002 wurde der Gerichtsbezirk Retz aufgelöst und die Gemeinden Hardegg, Pulkau, Retz, Retzbach, Schrattenthal und Zellerndorf wurden dem Gerichtsbezirk Hollabrunn zugewiesen.